# Gleb Jurjewitsch Wereschtschagin
Gleb Jurjewitsch Wereschtschagin (russisch Глеб Юрьевич Верещагин; * 2. Apriljul. / 14. April 1889greg. im Dorf Gostejewka bei Koslow; † 5. Februar 1944 in Listwjanka) war ein russisch-sowjetischer Geograph und Limnologe.

## Leben
Wereschtschagin stammte aus einer adligen Familie. Nach dem Besuch des Gymnasiums in Warschau (Abschluss 1908 mit Goldmedaille) studierte er an der Universität Warschau in der Naturkunde-Abteilung der Physikalisch-Mathematischen Fakultät mit Abschluss 1913. Schon während des Studiums interessierte er sich für den Baikalsee, nachdem er 1911 die Vorlesungen Benedykt Dybowskis über den Baikalsee gehört hatte.
Ab 1914 arbeitete Wereschtschagin als Zoologe im Zoologischen Museum der Kaiserlichen Akademie der Wissenschaften in St. Petersburg. Erst 1916 gelang es ihm, an der Baikalsee-Expedition unter der Leitung Witali Dorogostaiskis teilzunehmen.
Nach der Oktoberrevolution wurde Wereschtschagin 1919 Sekretär des neuen Hydrologie-Instituts in Petrograd und leitete zusammen mit Lew Berg die See-Abteilung. In der Russischen Geographischen Gesellschaft war er Sekretär der See-Kommission. 1920–1924 leitete er die wissenschaftliche Olonez-Expedition zur Erforschung der Seen Kareliens.
Im Januar 1925 wurde Wereschtschagin zum wissenschaftlichen Sekretär der Kommission zur Untersuchung des Baikalsees der Akademie der Wissenschaften gewählt, worauf er einen Fünfjahres-Perspektivplan für die Kommission erstellte. Am 25. Mai 1925 begann die Expedition unter seiner Leitung die Forschungsarbeiten auf dem Baikalsee. Zur Verfügung stand nur ein kleines 9 m langes Boot mit 9-PS-Motor, das nicht alle Mitglieder des Untersuchungstrupps tragen konnte. Bis 1929 wurden grundlegende Ergebnisse für alle Teile des Baikalsees gewonnen. Auf dem IV. Internationalen Limnologie-Kongress der Societas Internationalis Limnologiae Theoreticae et Applicatae 1927 in Rom wurde er zum Ratsmitglied gewählt.
Angesichts des ständig wachsenden Interesses am Baikalsee wandelte die Akademie der Wissenschaften 1928 die Baikalsee-Expedition in die stationäre Limnologische Baikal-Station, um mit Wereschtschagin als Direktor ab 1930. Aufgrund der großen Tiefe und des Alters des Baikalsees konnte er hier einzigartige Entwicklungsprozesse studieren. Bei seinen Forschungen arbeitete er mit der Wasserstraßenverwaltung Ostsibiriens, mit der Baikalsee-Dampfschifffahrtsgesellschaft, mit dem Wasserkraft-Projekt, mit dem Angara-Bauprojek und mit den Fischereiwirtschaftsorganisationen der Oblast Irkutsk und Burjatiens zusammen, für die die chemischen Daten und die Daten zu den Wind- und Eisverhältnissen des Baikalsees wichtig waren. Er war Doktor der geographischen Wissenschaften und Professor. Seine Arbeiten wurden von Otto Schmidt, Wladimir Wernadski, Alexander Winogradow u. a. sehr geschätzt.
Wereschtschagin bemühte sich um die Gründung eines Instituts für Limnologie der Akademie der Wissenschaften. 1941 wurde ein entsprechender Beschluss vorbereitet, aber der Ausbruch des Deutsch-Sowjetischen Kriegs verhinderte die Realisierung. Erst Ende 1943 wurde in Leningrad das Laboratorium für Limnologie mit zwei Limnologischen Stationen am Baikalsee und am Punnus-Jarwi-See auf der Karelischen Landenge gegründet.
Wereschtschagin starb am 5. Februar 1944 in Listwjanka und wurde auf dem hohen Ufer des Baikalsees auf dem Friedhof Listwjankas begraben.
Das größte Forschungsschiff des Baikalsees Werschtschagin wurde 1960 in Kiew gebaut. 1961 wurde die Baikalsee-Limnologie-Station das Limnologie-Institut der Sibirischen Abteilung der Akademie der Wissenschaften, das alle fünf Jahre die internationale Wereschtschagin-Konferenz mit den neuesten Baikalsee-Forschungsergebnissen durchführt. Erst 1971 wurde das Laboratorium in Leningrad in das große Institut für Limnologie der Akademie der Wissenschaften umgewandelt. Im Museum für Geographie der Lomonossow-Universität Moskau steht Werschtschagins Bronze-Büste des Bildhauers W. S. Manaschkin.
Nach Wereschtschagin ist die Gleb-Wereschtschagin-Gletscherbucht an der Shackleton-Küste der antarktischen Ross Dependency benannt.

## Ehrungen, Preise
- Pjotr-Petrowitsch-Semjonow-Tjan-Schanski-Goldmedaille der Russischen Geographischen Gesellschaft[2]
- Gedenk-medaille und Ehrendiplom des IV. Limnologie-Kongresses 1927 in Rom[2]